# يوجي ساساكي
يوجي ساساكي (باليابانية: 佐々木 陽次) (2 يوليو 1992 في توياما في اليابان – )؛ هو لاعب كرة قدم ياباني سابق كان يلعب كلاعب وسط.

## وصلات خارجية
- يوجي ساساكي على موقع رابطة كرة القدم اليابانية للمحترفين (اليابانية)
- يوجي ساساكي على موقع قاعدة بيانات كرة القدم.إي يو (الإنجليزية)
- يوجي ساساكي على موقع Soccerway.com (الإنجليزية)
- يوجي ساساكي على موقع عالم كرة القدم.نت (الإنجليزية)